# Альмендрос, Нестор
Не́стор Альме́ндрос (исп. Néstor Almendros Cuyás; 30 октября 1930, Барселона — 4 марта 1992, Нью-Йорк) — испанский кинооператор и документалист, который работал на Кубе, во Франции и США. Мастер работы со светом, прозванный «архитектором света». Автор книги «Человек с кинокамерой». Член жюри 38-го Каннского и 46-го Венецианского кинофестивалей. Альмендроса принято включать в число величайших операторов в истории.

## Жизнь и творчество
Из семьи школьных учителей, после поражения Испанской Республики эмигрировавшей в 1939 году на Кубу. В 1955 году окончил факультет философии и литературы Гаванского университета, отправился в США учиться киноремеслу, продолжил учёбу в Риме, где встретился с Мануэлем Пуигом.
После победы Кубинской революции вернулся на Кубу, вместе с Г. Кабрерой Инфанте основал Гаванскую синематеку, снимал документальные фильмы, но разошёлся с режимом Кастро (в частности, из-за нетрадиционности своей сексуальной ориентации) и в 1962 году уехал во Францию.
Присоединился к режиссёрам французской новой волны, постоянно сотрудничал с Ф. Трюффо, работал с Э. Ромером («Ночь у Мод», «Маркиза фон О»), Ж. Эсташем, Барбе Шрёдером, Морисом Пиала, а также в США с Т. Маликом, А. Пакулой, Р. Бентоном, М. Скорсезе и др.
Художественным триумфом Альмендроса стал фильм Малика «Дни жатвы» (1978), снимавшийся в короткий 20-минутный промежуток «золотого света», который непосредственно предшествует закату (т. н. magic hour).
Альмендрос был активным правозащитником, снял документальные фильмы о режиме Кастро «Плохое поведение» и «Никто не слышал» (оба — 1984). С конца 1970-х стал терять зрение, над последним фильмом работал уже вслепую. Скончался от СПИДа.

## Фильмография

### Оператор
- 1964 : Надя в Париже / Nadja à Paris (Эрик Ромер)
- 1964 : Париж глазами… / Paris vu par… (коллективный проект)
- 1966 : Современная студентка / Une étudiante d’aujourd’hui (Эрик Ромер)
- 1967 : Коллекционерка / La Collectionneuse (Эрик Ромер)
- 1967 : The Wild Racers (Дэниел Хэллер и Роджер Корман)
- 1969 : Больше / More (Барбет Шрёдер)
- 1969 : Ночь у Мод / Ma nuit chez Maud (Эрик Ромер)
- 1969 : Дикий ребёнок / L’Enfant sauvage (Франсуа Трюффо)
- 1969 : Колено Клер / Le Genou de Claire (Эрик Ромер)
- 1970 : Семейный очаг / Domicile conjugal (Франсуа Трюффо)
- 1971 : Долина / La Vallée (Барбет Шрёдер)
- 1971 : Две англичанки и «Континент» / Les Deux Anglaises et le Continent (Франсуа Трюффо)
- 1972 : Любовь после полудня / L’Amour l’après-midi (Эрик Ромер)
- 1973 : Рыжик / Poil de carotte (Henri Graziani)
- 1973 : Редкая птица / L’Oiseau rare (Жан-Клод Бриали)
- 1973 : Femmes au soleil
- 1973 : Charlot, le gentleman vagabond
- 1974 : La Gueule ouverte (Морис Пиала)
- 1974 : Général Idi Amin Dada: Autoportrait (Барбет Шрёдер)
- 1974 : Бойцовский петух / Cockfighter (Монте Хеллман)
- 1974 : Мои первые увлечения / Mes petites amoureuses (Жан Эсташ)
- 1975 : L’Histoire d’Adèle H. (Франсуа Трюффо)
- 1975 : Любовница / Maîtresse (Барбет Шрёдер)
- 1976 : Маркиза фон О / La Marquise d’O… (Эрик Ромер)
- 1976 : Целые дни напролет под деревьями / Des journées entières dans les arbres (Маргерит Дюрас)
- 1976 : Cambio de sexo
- 1976 : Дни жатвы / Days of Heaven (Теренс Малик)
- 1977 : Мужчина, который любил женщин / L’Homme qui aimait les femmes (Франсуа Трюффо)
- 1977 : Вся жизнь впереди / La Vie devant soi (Moshé Mizrahi)
- 1977 : Направляясь на юг / Goin' south (Джек Николсон)
- 1977 : Le Centre Georges-Pompidou
- 1978 : Зелёная комната / La Chambre verte (Франсуа Трюффо)
- 1978 : Koko, le gorille qui parle (Барбет Шрёдер)
- 1978 : Персеваль Валлиец / Perceval le Gallois (Эрик Ромер)
- 1978 : Сбежавшая любовь / L’Amour en fuite (Франсуа Трюффо)
- 1978 : Крамер против Крамера / Kramer vs. Kramer (Роберт Бентон)
- 1980 : Голубая лагуна / The Blue Lagoon (Рэндал Клайзер)
- 1980 : Последнее метро / Le Dernier Métro (Франсуа Трюффо)
- 1982 : Выбор Софи / Sophie’s Choice (Алан Пакула)
- 1982 : В ночной тиши / Still of the Night (Роберт Бентон)
- 1983 : Полина на пляже / Pauline à la plage (Эрик Ромер)
- 1983 : Скорей бы воскресенье! / Vivement dimanche! (Франсуа Трюффо)
- 1984 : Места в сердце /Places in the Heart (Роберт Бентон)
- 1986 : Ревность / Heartburn (Майк Николс)
- 1987 : Надин / Nadine (Роберт Бентон)
- 1991 : Билли Батгейт / Billy Bathgate (Роберт Бентон)

### Режиссёр
- 1950 : Una Confusión cotidiana
- 1960 : Сельские школы/ Escuelas rurales
- 1960 : La tumba francesa
- 1960 : Gente en la playa
- 1960 : Ritmo de Cuba
- 1984 : Никто не услышал/ Nadie escuchaba
- 1984 : Плохое поведение/ Mauvaise conduite

## Признание

Многие кадры фильмов Альмендроса вдохновлены шедеврами живописи

- Удостоен «Оскара» за фильм Т. Малика «Дни жатвы» (1979), который часто называют обладателем самой красивой «картинки» в истории кинематографа[6][7].
- Премия «Сезар» за лучшую операторскую работу в фильме Франсуа Трюффо «Последнее метро» (1980). Трюффо считал Альмендроса одним из величайших операторов в истории[8].
- В США учреждена премия Альмендроса за лучший фильм о борьбе за права человека, в Италии — премия его имени молодым кинооператорам.

## Автобиография
- Un homme à la caméra. Renens: 5 Continents; Paris: Hatier, 1980 (англ.: A Man with a Camera. New York: Farrar, Straus, Giroux, 1984)
- Альмендрос Н. Несколько общих наблюдений. Глава из книги «Человек с кинокамерой»// Киноведческие записки, 2003, № 64, с. 114—123.